# Аустерлицкая пирамида
Пирамида Аустерлица — земляная пирамида высотой 36 метров, построенная в 1804 году солдатами Наполеона на одной из самых высоких точек Утрехтского горного хребта, в муниципалитете Вауденберг, Нидерланды. На вершине пирамиды находится каменный обелиск 1894 года постройки.

## История
В 1804 году французский генерал Огюст де Мармон основал армейский лагерь (le Camp d’Utrecht) в этом центральном месте Батавской республики, нынешних Нидерландах, где в течение нескольких месяцев он объединил различные батальоны в крупную, хорошо обученную армию, способную победить британского врага в случае необходимости, в том числе повторения вторжения 1799 года. Осенью 1804 года, удовлетворенный военной мощью новой армии и чтобы занять своих скучающих солдат, Мармон приказал своим солдатам построить памятник из земли и дерна, вдохновленный Пирамидой Хеопса в Гизе, которую Мармон видел в 1798 году во время египетской кампании Наполеона. Была имитирована даже подверженная эрозии ступенчатая поверхность. Строительство продолжалось 27 дней. Пирамидальный холм был высотой 36 метров (118 футов) и увенчан 13-метровым (43 фута) деревянным обелиском. Он был назван «Мон-Мармон» или «Мармонтберг».
Летом 1805 года Мармон отправился со своей армией в южную Германию, чтобы принять участие в Войне Третьей коалиции, кульминацией которой стала Битва при Аустерлице (ныне Славков-у-Брна), сражение, в котором Наполеон нанес решительное поражение русским и австрийцам.
В 1806 году, несмотря на протесты Мармона, Луи Бонапарт, новый Король Голландии, переименовал холм в пирамиду Аустерлица и дал такое же название торговому посту в соседнем лагере Буа-ан-Виль.
Покинув Нидерланды в 1805 году, Мармон передал памятник и близлежащую усадьбу Хеншотен в пользование трем солдатам — Луи Фейвру, Жану Батисту Ларушу и Баренду Филпсу, которые также должны были поддерживать пирамиду. Тем не менее деревянный обелиск вскоре пришел в негодность и был снесен в 1808 году. В 1816 году пирамида Мармон и прилегающая к ней земля были проданы будущему мэру Утрехта Хьюберту ван Аш ван Вейку.
В 1894 году Йоханнес Бернардус де Бофор, который одновременно владел поместьем Хеншотен, на территории которого стояла пирамида, и был мэром Вауденберга, приказал построить нынешний каменный обелиск на пирамиде. Он также начал разрушаться.

## Реставрация
В связи с празднованием своего 200-летия в 2004 году сильно обветшавшая пирамида была восстановлена в период с 2001 по 2004 год. Это было сделано по инициативе провинции Утрехт, поместья Ден-Трик-Хеншотен и муниципалитета Вауденберг, которые ранее учредили Фонд пирамиды Аустерлица.
Очень засушливое лето 2003 года, за которым последовали проливные дожди в 2004 году, привело к дальнейшему проседанию грунта, и восстановление было возобновлено в 2007 году. Пирамида была вновь открыта для посетителей в 2008 году, вместе с новым центром для посетителей, рассказывающим о периоде Французского правления в Нидерландах. В 2010 и 2012 годах были проведены дополнительные работы по укладке свай для стабилизации насыпи.
Пирамида Аустерлица послужила источником вдохновения для создания Льва Ватерлоо, пирамиды, построенной королем Вильгельмом I как памятник Битве при Ватерлоо, в которой потерпел поражение Наполеон. Курган отмечает место, где был ранен Вильгельм II, сын Вильгельма I.